# お耳に合いましたら。
『お耳に合いましたら。』（おみみにあいましたら）は、2021年7月9日から10月1日までテレビ東京系深夜ドラマ枠『木ドラ24』枠において放送されたテレビドラマ。全12話。主演は地上波連続ドラマ初主演となる元乃木坂46の伊藤万理華。
テレビ東京と、オーディオストリーミングサービス「Spotify」のポッドキャスト番組が連動したオリジナル作品。伊藤演じる主人公・高村美園があるきっかけからポッドキャスト番組をはじめていくパーソナリティー成長記を描く。

## 概要
劇中でポッドキャストで配信する番組のテーマは、主人公・美園が愛してやまないチェーン店グルメ・通称「チェンメシ」。毎話ごとに、実在する人気チェーン店が登場し、美園がそこのメニューを食べながら、その「チェンメシ愛」を語る。劇中で主人公が配信する音声は、実際にSpotifyでポッドキャスト番組として配信される。
また、美園がファンである氷川きよしのポッドキャスト番組『氷川きよし kiiのおかえりごはん』をリスナーとして愛聴している設定を盛り込み、ドラマと実在するポッドキャスト番組を連動して物語を展開する。

## あらすじ
漬物会社のOL・高村美園は、人前で話すことが苦手だが、自分の好きなものには冗舌で熱量のあることを感じた同僚の須藤亜里沙の薦めと、その夜、吉田照美のポッドキャストで聞いた「感動を言葉にして伝えないと心が麻痺して好きが死んじゃう」の言葉で、好きなものの話（チェンメシの話）を誰かに聞いてほしくなり、ポッドキャスト配信を始める。
美園はチェンメシを食べながら、チェンメシ愛を友情、恋愛、仕事、親子関係など、様々な人間模様と絡めながら配信で語っていく中で、少しずつ成長していく。

## キャスト

### 主要人物
高村美園（たかむら みその）
演 - 伊藤万理華（幼少期：沢田優乃、小学生時代：石井心咲、中学生時代：松藤百香）
本作品の主人公。漬物会社「まつまる漬物」マーケティング部に勤める会社員。チェーン飲食店のグルメ・通称「チェンメシ」を愛してやまない女性。ポッドキャスト番組『お耳に合いましたら。』で自身の思い出話や日常の話を織り交ぜて「チェンメシ愛」を語る。氷川きよしのファン。
須藤亜里沙（すどう ありさ）
演 - 井桁弘恵（第1話 - 第8話・第10話 - 第12話）
「まつまる漬物」マーケティング部の美園の同期。美園が大勢の前で話すことが苦手なことを克服させるため、彼女のポッドキャスト番組制作に協力する。
佐々木涼平（ささき りょうへい）
演 - 鈴木仁（第1話 - 第8話・第10話 - 第12話）
「まつまる漬物」営業部の美園の後輩。音響機材に詳しい「音オタク」。亜里沙に依頼され美園のポッドキャスト用の機材集めやジングル作成など番組制作に協力する。
「らっきょう子ちゃん」存続派。

### 「まつまる漬物」の関係者
美園が勤める漬物会社。コーポレートアイデンティティーは「NEW WORLD ORDER」。
桐石航介（きりいし こうすけ）
演 - 中島歩（第1話 - 第3話・第5話・第7話・第8話・第10話 - 第12話）
営業部の美園の先輩。営業部のエースで普段は超ポジティブだが、実は打たれ弱く、営業が上手くいかないとネガティブになり別人のように落ち込んでしまうヘタレ王子。青森県出身。
田所貴一（たどころ きいち）
演 - 濱津隆之（第1話・第2話・第4話・第6話 - 第8話・第10話 - 第12話）
マーケティング部の美園の上司。部長。4歳の娘がいる。
松丸龍之介 （まつまる りゅうのすけ）
演 - 伊藤俊介（オズワルド）（第2話・第4話・第8話・第12話）
「まつまる漬物」の社長。30代。25代目まで続いたイメージキャラクター「らっきょう子ちゃん」の廃止を通達するが、美園たち「らっきょう子ちゃん」存続派から力技でティーンから大人に成長させた「らっきょう子さん」としての存続をプレゼンされ、存続を承認する。
葉田（はだ）
演 - 永野宗典（第3話・第5話・第12話）
営業部。
大地涼（だいち りょう）
演 - 草地稜之（第4話・第5話・第7話・第11話 - 第12話）
美園の同僚。
大泉凜子（おおいずみ りんこ）
演 - 駒井蓮（第1話 - 第7話・第10話 - 第12話）
看板商品「まつまるらっきょう」のイメージキャラクター・25代目「らっきょう子ちゃん」。
特技は遠くで走る馬のモノマネ。ラジオ番組の生放送への出演で緊張のあまり卒倒する。
経理部の若林の姪っ子で、若林から「らっきょう子ちゃん」のオーディションを紹介され合格している。
ドラマで殺される役などの仕事をしていたことから、若林の姪っ子と知らない新木場たちに彼女の前で売れていないと酷評されるが、後に朝の連ドラでヒロインの友達の妹役が決まる。
涼森愛香（すずもり あいか）
演 - 宮﨑優（第12話）
美園の後輩。

### 美園の関係者
内山郁人（うちやま いくと）
演 - 井上想良（第2話 - 第4話・第12話）
美園の彼氏。美園のポッドキャスト番組を面白いと応援するが、彼女が結婚に向けて真剣に考えていないと感じ、別れを告げる。
高杉紗江子（たかすぎ さえこ）
演 - 濱田マリ（第3話・第4話・第10話・第12話）
後から引っ越してきた美園が住むアパートの隣人。趣味はシタールの演奏。

### その他
堺道彦（さかい みちひこ）
演 - 平子祐希（アルコ&ピース）（第2話・第4話・第11話）
経営コンサルタント。郁人の友人。亜里沙が手のひらで転がす謎の男。亜里沙から美園のポッドキャスト番組の意見を乞われ、音質が悪いことを指摘する。
東堂アンナ（とうどう アンナ）
演 - 内田慈（第11話）
亜里沙の運命の人。

### ゲスト
★は本人役のレジェンドパーソナリティ。

#### 第1話
坂上美桜（さかがみ みお）
演 - 高岡凜花
マーケティング部の美園の後輩。
★吉田照美
「感動を言葉にして伝えないと心が麻痺して好きが死んじゃう」と自身のポッドキャスト番組で語ったことが美園がポッドキャストを収録する契機となり、番組収録中の美園の元に松屋の店員として現れ応援する。

#### 第2話
中学生
演 - 富田莉代、稲田ひなた、原涼子
美園の中学時代のソフトボール部員。
★やついいちろう
番組収録中の美園の元に餃子の王将の店員として現れ、餃子を給仕して彼女を応援する。

#### 第3話
★クリス・ペプラー
番組収録中の美園の元に富士そばの店員として現れ、コロッケそばを給仕して彼女を応援する。

#### 第4話
合コンの参加者
演 - 久保田詠、長友郁真
亜里沙が主宰した美園が郁人に出会った合コンの参加者。
★遠山大輔（グランジ）
番組収録中の美園の元にフライングガーデンの店員として現れ、チーズハンバーグ、鬼おろしハンバーグを給仕して彼女を応援し、デミグラスハンバーグを給仕し郁人との失恋を慰める。

#### 第5話
仲元（なかもと）
演 - 今井悠貴
開発部の責任者。消費者による新商品選考会の意見に全て応えられると強がり、迷走して賞味期限無限大の7色のらっきょうを試作する。
客
演 - 賀谷安里紗、環菜美、冨田智
喫茶店の客。「おみ」から始まる言葉を発し、美園が反応する。
調査員
演 - 丸山奈緒
開発中商品のグループインタビュー調査員。
参加者
演 - 中村久子、諸橋玲子、長瀬香恵子、丸山璃真
開発中商品のグループインタビュー参加者。
★生島ヒロシ
番組収録中の美園の元にくら寿司の店長として現れ、レーンを使わず茶わん蒸しをわざわざ給仕して彼女を応援する。

#### 第6話
今井香澄（いまい かすみ）
演 - 桜井玲香
ラジオTOKIOに勤務する美園の大学時代の親友。同じラジオ研究会だったが就活の時にあこがれのラジオ局に就職したことを美園に嫉妬されケンカとなり、それ以来疎遠になっていたが、ラジオTOKIOで再会後、『お耳に合いましたら。』のゲストに呼ばれ仲直りする。
マネージャー
演 - 大重わたる
トイルプロの大泉凜子（25代目らっきょう子ちゃん）のマネージャー。
酒巻コータロー（さかまき コータロー）
演 - 神谷圭介（テニスコート）
ラジオTOKIO「酒巻コータローのエポック and メイキング」のラジオパーソナリティー。
ディレクター
演 - 高山和之
ラジオTOKIO「酒巻コータローのエポック and メイキング」の番組ディレクター。
番組スタッフ
演 - 秋乃ゆに
ラジオTOKIOの番組スタッフ。
★赤江珠緒
番組収録中の美園の元にジョナサンの店員として現れ、フレンチフライ、タンドリーチキン＆メキシカンピラフを給仕して美園と香澄の仲直りの後押しをする。

#### 第7話
大門悟（だいもん さとる）
演 - 松尾諭
営業先の「スーパーなかや」入谷店の店長。青森県出身。
小暮（こぐれ）
演 - 林浩太郎
営業先の「スーパーなかや」入谷店の販売促進担当。
中澤（なかざわ）
演 - 吉田ウーロン太
営業先の「スーパーなかや」入谷店の副店長。
社員
演 - 冨樫結菜、溝口奈菜
美園の同僚。美園のラジオ出演の話をする。
社員
演 - 平井早紀
美園の同僚。美園に握手を求める。
島村薫
演 - 丘野裟稀
規則絶対の管理係。
客
演 - 鈴木雅子
営業先の「スーパーなかや」入谷店の客。試食コーナー前を通り試食を断る。
客の子供
演 - 小山蒼海
営業先の「スーパーなかや」入谷店の客の子供。ドムドムバーガーマスコットを桐石に取ってもらう。
店員
演 - 泉水美和子、木村夏子、辻川幸代、中山さおり
営業先の「スーパーなかや」入谷店の店員。
★安東弘樹
番組収録中の美園の元にドムドムバーガーの店員として現れ、お好み焼きバーガーセットを給仕して彼女を応援する。

#### 第8話
若林純子（わかばやし じゅんこ）
演 - 臼田あさ美（高校時代：中尾百合音）
経理部。「若様」と呼ばれる眼鏡をかけた仏頂面の女性。各部署が経費を落としてもらうため差し入れたお菓子がデスクに山積みされているが、経費を落としてもらえないことから「鉄の壁」と呼ばれている。
「らっきょう子ちゃん」存続派で、実は25代目「らっきょう子ちゃん」は姪っ子（姉の娘）。ARMY。
新木場永吉（しんきば えいきち）
演 - 森本サイダー
商品管理部。パソコンスキルが高く、過去に「まつまる漬物」のホームページがハッキングされた際、即時復旧させた功績から社長から評価されており、勤務時間に転寝することが多いが大目に見られている。
「らっきょう子ちゃん」存続派で歴代の「らっきょう子ちゃん」の活動内容などの情報に精通するガチの「らっきょう子ちゃん」ファン。
23代目らっきょう子ちゃん
演 - 鎌田らい樹（友情出演）
「まつまる漬物CMらっきょう子ちゃん青春ダンス（2019）」の動画でダンスを踊る。朝ドラに主人公の妹の友達役で出演している。
若林の初恋相手
演 - 坂田秀晃
経理部・若林の高校時代の初恋相手。文化祭でたこ焼きの模擬店を準備していたころ、担任が急病で入院したので、鶴ではなくたこの折り紙を千匹折ることになり若林と親しくなる。文化祭終了後に打ち上げ会への参加を若林に呼び掛けるが、結局打ち上げ会は開かれることはなく初恋は進展することはなかった。
高校生
演 -  桑畑亨成、瀬戸みちる、安部拓弥、柊木千愛
若林の高校時代の同級生。
俳優
演 - 佐渡山順久
女優を目指す若手らっきょう子の出演ドラマ「歯科医師 白鳥豪の事件ファイルseason8」白鳥豪役。
俳優
演 - 松尾衡作
女優を目指す若手らっきょう子をドラマ内で殺害するマネージャー役。
★藤井青銅
「らっきょう子ちゃん」存続の作戦会議中に番組収録を始めた美園たちの前に銀だこの店員として現れ、たこ焼きを給仕して会議を応援する。

#### 第9話
西園寺ヒナミ（さいおんじ ヒナミ）
演 - 豊嶋花
西園寺家の引きこもりになったお嬢様。『お耳に合いましたら。』のリスナー。今まで家で出されるオーガニックな食事しか食べたことがなかったことから、美園のポッドキャストに触発されドミノピザが食べたいと使用人たちに所望する。
高校でお弁当の時間に「お肉を食べたことがない」と言うと男子生徒たちに騒がれてしまい、そのうちの一人の男子を見ると胸が苦しくなり、変な気持ちになってしまったことから不登校になっていた。
西園寺静香（さいおんじ しずか）
演 - 吉本菜穂子
ヒナミの母。引きこもりになったヒナミを心配し、夏休み明けには高校に戻るのかと食事中に問いかける。
家を抜けだしてドミノピザを買い出しに行き、ヒナミが使用人たちと厨房でこっそり食べていることに気づくと、食事の件で少し厳しくしすぎたと開かずの冷蔵庫からコーラを取り出し、ピザと一緒に食べるようヒナミに勧める。
使用人たちにお芝居の稽古をさせて演出するのが趣味。
松岡平蔵（まつおか へいぞう）
演 - 嶋田久作
先代から西園寺家に支える執事。旦那様の不在時に勝手なことをするのは背信行為だと言いつつ、滅多にないヒナミのお願いからドミノピザ購入作戦を決行する。
ヒナミが不登校になった理由が同級生の男子高生に胸をときめかせていたためだと知り、安堵する。
梅垣律子（うめがき りつこ）
演 - 小林きな子
西園寺家に支える家政婦。ヒナミがドミノピザを買い出しに行ったことがばれないよう、シーツにくるまり彼女のふりをして身代わりになる。
竹森寅吉（たけもり とらきち）
演 - 山崎樹範
西園寺家に支えるシェフ。家庭ではもちろん、ヒナミの高校のお弁当にもオーガニックな食事を用意する。
ヒナミの同級生
演 - 池田優斗
ヒナミと同じ高校に通う男子高生。ドミノピザを買い出しに行くヒナミと遭遇し、お弁当の件で騒いでしまい、ヒナミが学校に来なくなってしまったことを謝罪する。
テレビ東京のディレクター
演 - 原慎一
ドミノピザを買い出しに行くヒナミに遭遇し、「家、ついて行ってイイですか?」と尋ねる。

#### 第10話
高村美由紀
演 - 美保純
美園の母親。美園が幼いころから様々な商売に手を出しては倒産させるなど失敗を繰り返すが、めげずに起業を続けている。今回は銀座でインバウンド向けの日本の食文化を紹介する日本食ショップを出店するため漬物のホームメイドキットを商品化しようと、まつまる漬物に商談に訪れる。
事務所の近くのドトールコーヒーでよく商談を行っており、商売相手に幼い美園も巻き込んで謝罪することもあったことから、母の姿を反面教師として育ってきたと美園に言われるが、一方で母の働く大人のキラキラした姿をかっこよく感じていたことも『お耳に合いましたら。』の放送で打ち明けられる。
「謎解きバー」の店長の妻
演 - 外村道子
美園が高校生のころに美由紀が起業した「謎解きバー」の店長の妻。美由紀を旦那の浮気相手と疑い、ドトールコーヒーで美由紀の顔にお冷の水をかけるが、美由紀に物おじしないところを気に入られ、広報にスカウトされる。
商売相手の男性
演 - 岩永ひひお
商談の失敗をドトールコーヒーで小学生のころの美園と美由紀から謝罪され、子供を使って謝罪する母親をどう思うか美園に尋ね「反面教師です」と即答される。
佐倉佳恵
演 - 佐々木典子
「メイドイン株式会社」代表取締役社長。漬物のホームメイドキット用の商材を美由紀からの紹介でまつまる漬物と取引することになる。商売を通じた美由紀の昔からの知り合いで、彼女のことを思い商売のことでは厳しく注意していた。
★坂上みき
番組収録中の美園の元にドトールコーヒーの店員として現れ、コーヒーとミルクレープを給仕して彼女を応援する。

#### 第11話
面接官
演 - 堀内充治、藤原智之
亜里沙の面接相手。
串カツ田中の客
演 - 板橋駿谷
美園と亜里沙のラップバトルに歓声を上げる。
★いとうせいこう
番組収録中の美園の元に串カツ田中の店員として現れ、串カツ豚とアスパラを給仕して彼女を応援する。

#### 最終話
居酒屋店員
演 - 池田永吉
美園たちが居酒屋で盛り上がっているときに、閉店を告げに来る。
★氷川きよし
番組収録中の美園の元にカレーハウスCoCo壱番屋の店員として現れ、美園が出会えた自分にぴったりのトッピングカレーを給仕して彼女を応援する。

## スタッフ
- 原案・企画・プロデュース：畑中翔太
- 脚本：マンボウやしろ、大歳倫弘（ヨーロッパ企画）、灯敦生、松本壮史
- 音楽：小西遼、西田修大、久保暖
- 主題歌：「Moonlight Magic」作詞 - 花澤香菜、作曲・編曲 - 北川勝利、歌 - 花澤香菜（ポニーキャニオン）[8]
- エンディングテーマ：「東京マーブル」歌 - にしな（ワーナーミュージック・ジャパン）[9]
- プロデューサー：寺原洋平（テレビ東京）、漆間宏一（テレビ東京）、山科翔太郎（テレビ東京）、山田久人（BABEL LABEL）
- 監督：松本壮史、杉山弘樹、松浦健志
- 制作協力：Spotify
- 制作：テレビ東京、BABEL LABEL
- 製作著作：「お耳に合いましたら。」製作委員会（テレビ東京、畑中翔太、BABEL LABEL、Spotify、ポニーキャニオン、ワーナーミュージック・ジャパン）

## 放送日程
| 各話   | 放送日   | サブタイトル                     | 脚本            | 監督     |
| ------ | -------- | -------------------------------- | --------------- | -------- |
| 第1話  | 07月09日 | パーソナリティーはじめました     | マンボウやしろ  | 松本壮史 |
| 第2話  | 07月16日 | マイクがなきゃ始まらない         | マンボウやしろ  | 松本壮史 |
| 第3話  | 07月23日 | 壁越しの関係                     | 大歳倫弘        | 杉山弘樹 |
| 第4話  | 08月06日 | 今夜はやけ食いなのである!        | マンボウやしろ  | 杉山弘樹 |
| 第5話  | 08月13日 | エゴサーチが止まらない!          | 大歳倫弘        | 杉山弘樹 |
| 第6話  | 08月20日 | さようなら、ダンボールラジオ     | 灯敦生 松本壮史 | 松本壮史 |
| 第7話  | 08月27日 | ヘタレ王子の八本の矢             | 灯敦生          | 松浦健志 |
| 第8話  | 09月03日 | 青春は、すっぱいぞ。             | 松本壮史        | 松本壮史 |
| 第9話  | 09月10日 | ヒナミの「お耳に合いましたら。」 | マンボウやしろ  | 松本壮史 |
| 第10話 | 09月17日 | 母との想い出は お口に苦し        | 灯敦生          | 杉山弘樹 |
| 第11話 | 09月24日 | 友情の行方はサイの目次第         | マンボウやしろ  | 杉山弘樹 |
| 最終話 | 10月01日 | お耳に合いましたら。             | マンボウやしろ  | 松本壮史 |

- 7月30日は「東京五輪プレミアム」（7月29日 23:00 - 翌 3:00）のため放送休止。

## 放送局
| 放送期間                  | 放送日時                     | 放送局         | 対象地域       | 備考                     |
| ------------------------- | ---------------------------- | -------------- | -------------- | ------------------------ |
| 2021年07月09日 - 10月01日 | 金曜 0:30 - 1:00（木曜深夜） | テレビ東京     | 関東広域圏     | 制作局                   |
| 2021年07月09日 - 10月01日 | 金曜 0:30 - 1:00（木曜深夜） | テレビ北海道   | 北海道         |                          |
| 2021年07月09日 - 10月01日 | 金曜 0:30 - 1:00（木曜深夜） | テレビ愛知     | 愛知県         |                          |
| 2021年07月09日 - 10月01日 | 金曜 0:30 - 1:00（木曜深夜） | テレビ大阪     | 大阪府         |                          |
| 2021年07月09日 - 10月01日 | 金曜 0:30 - 1:00（木曜深夜） | テレビせとうち | 岡山県・香川県 |                          |
| 2021年07月09日 - 10月01日 | 金曜 0:30 - 1:00（木曜深夜） | TVQ九州放送    | 福岡県         |                          |
| 2021年07月14日 - 10月05日 | 水曜 0:00 - 0:30（火曜深夜） | BSテレ東       | 日本全国       |                          |
| 2021年07月14日 - 10月05日 | 水曜 0:00 - 0:30（火曜深夜） | BSテレ東4K     | 日本全国       | 4Kアップコンバートで放送 |

## ポッドキャスト
『お耳に合いましたら。』（おみみにあいましたら。）のタイトルで、音楽ストリーミングサービスSpotifyにて2021年7月8日から伊藤万理華が演じる高村美園が劇中で配信するポッドキャスト番組が連動して実際に配信されている。

### キャスト（ポッドキャスト）
- 高村美園 - 伊藤万理華
- 今井香澄 - 桜井玲香（第6回）
- 桐石航介 - 中島歩（第7回）
- 佐々木涼平 - 鈴木仁（第8回）
- 若林純子 - 臼田あさ美（第8回）
- 新木場永吉 - 森本サイダー（第8回）

### 配信日程（ポッドキャスト）
エピソードの回の数字は本編の話数に連動するようにナンバリング
| エピソード | 配信開始日 | サブタイトル                | 配信時間 | 備考                         |
| ---------- | ---------- | --------------------------- | -------- | ---------------------------- |
| 第1回      | 7月08日    | わたしの松屋メモリー        | 5分      |                              |
| 第2回      | 7月15日    | 餃子の王将は青春のお味？    | 4分      |                              |
| 第3回      | 7月22日    | 富士そばに力を借りて        | 5分      |                              |
| 第4回      | 8月05日    | 無題                        | 8分      |                              |
| 第5回      | 8月12日    | くら寿司はサビ抜きで        | 5分      |                              |
| 第6回      | 8月19日    | 私たちのジョナサンタイム    | 8分      |                              |
| 第7回      | 8月26日    | ドムドムバーガー奮闘記      | 4分      |                              |
| 第8回      | 9月02日    | 不揃いな銀だこたち          | 10分     |                              |
| 第9回      | 9月09日    | Let's party withドミノピザ! | 5分      |                              |
| 第10回     | 9月16日    | ドトールとお母さんと私      | 6分      |                              |
| 第11回     | 9月23日    | いつもと違う串カツ田中で    | ５分     |                              |
| 最終回     | 9月30日    | お耳に合いましたら。        | ５分     |                              |
| 番外編1    | 7月29日    | てんやの打順                | 10分     | 本編放送休止時のスピンオフ回 |
| 番外編2    | 9月05日    | 丸亀スター共演              | 9分      | 本編第9話の伏線スピンオフ回  |